# NGC 2844
NGC 2844 este o galaxie spirală situată în constelația Linxul. A fost descoperită în 18 martie 1787 de către William Herschel. Se află la o distanță de 45,08 de megaparseci de Pământ.